# 独島義勇守備隊
独島義勇守備隊（トクトぎゆうしゅびたい、朝鮮語：독도의용수비대／獨島義勇守備隊）は、大韓民国が領有権を主張する竹島を守備するため結成された民間の準軍事的な前哨部隊。竹島を独島と呼ぶ韓国では、この守備隊は英雄視されている。1953年から1956年まで活動し、竹島近海の日本船舶の拿捕や日本の海上保安庁巡視船に機関銃弾を撃ち込み、一方的に武力を行使した。

## 背景
大韓民国の初代大統領李承晩は、江戸時代の「竹島一件」、明治初期の太政官指令にある「竹島外一島」、第二次世界大戦後に竹島が連合国最高司令官総司令部訓令第677号(SCAPIN-677)および連合国最高司令官総司令部訓令第1033号(SCAPIN-1033/いわゆるマッカーサー・ライン)により日本の政治及び漁業の管轄からはずされたこと、などを根拠に日本に領有権がないと解釈、朝鮮戦争中の1952年1月18日、李承晩ラインを竹島を含む海域に設定して竹島（独島）領有を宣言した。
一方、日本は1905年1月28日に閣議決定により編入して竹島と命名し島根県 隠岐郡 五箇村に属させて、江戸時代以来の歴史的権原を近代的な国際法に沿った権原に置き換えている。サンフランシスコ講和条約においてもこの編入の正当性が認められ、日本が放棄する領域に竹島は含まれていない。李承晩ラインが宣言された10日後、日本は口上書によって韓国の竹島領有主張に抗議している。ここに竹島の帰属をめぐり日本と韓国の間で領土紛争が生じた（詳しくは竹島を参照）。

## 結成
鬱陵島東南約90キロにある竹島は、韓国では行政的に慶尚北道鬱陵郡鬱陵邑に属しており、竹島から韓国が撤去した「島根県隠技郡五箇村竹島」と明記された標木を鬱陵警察署で見た鬱陵島出身の韓国陸軍の傷痍軍人ホン・スンチルが韓国警察から武器の供与を受けて1953年に竹島の韓国側保持を目的に民兵組織を結成した。朝鮮戦争が続いており、韓国軍や韓国警察に余力がなかったためである。ホン・スンチョル隊長以下、33人の隊員が集まり、大部分が傷痍軍人・警察官で、純民間人4人も含まれていた。

## 活動
独島義勇守備隊は1953年4月20日、初めて竹島に駐在した。常駐ではなく、定期的な駐在である。同年6月27日、日本の巡視船2隻が来島して6人いた守備隊員を島から追い出し、日本領の標識を立てている。しかし、巡視船はそのまま引き上げたので、義勇守備隊が再び島に戻った。このことを聞いた李承晩大統領は慶尚北道警察に指示して迫撃砲1門と弾100発を義勇隊に支給させた。義勇隊はこのほか、M1小銃とカービン銃で全員武装していた。さらに直射砲1門も配備されていたとする説がある。
1954年4月21日日本の巡視船が来島したため交戦状態が発生し、巡視船1隻を撃沈したと主張しており、日本側の記録でも巡視船が発砲を受けて損害を蒙ったことは確認できるが、撃沈は確認できない。また日本側は発砲した組織を韓国「官憲」と認識していた。隊員が何らかの制服を着用していたためだろう。また守備隊はその後も日本巡視船との交戦があったと主張し、日本側記録でも1954年11月30日に日本巡視船が竹島から砲撃を受けたとする。
1954年、洪淳七隊長が東島の岩肌へ「韓國領」と彫らせる。

## 組織
義勇隊の組織は末期には次のようになっていた。隊長ホン・スンチョル、副官ファン・ヨンムン、第1戦隊10名、第2戦隊9名、普及隊2名、教育隊3名、後方支援隊4名、輸送隊4名である。普及隊（宣伝隊）には唯一の女性隊員として洪（ホン）隊長夫人パク・ヨンヒがいた。

## 解散
1956年4月、韓国内務部治安局慶尚北道警察局鬱陵警察署の武装警察官8人が常駐するようになり、独島義勇守備隊は同年12月25日を以って解散した。
現在当時の元隊員十数名が生存しており、その話をもとに独島義勇守備隊をテーマにした映画『独島の英雄（邦題未定）』がクォン・スンド監督によって韓国で製作され、2015年3月5日試写会が行われた。一般公開は8月15日封切りの予定である。
なお現在、島には武装した韓国警察官41名が駐屯し、周辺海域は海洋警察庁が警備を行っている。韓国軍が駐屯しないのは、韓国による「占領」と見なされるのを避けるためであるが、どのような軍備を持ち警備しているのかは定かではない。